# Santiago Cortés Méndez
Santiago Cortés Méndez (San Salvador; 19 de enero de 1945-Los Ángeles; 25 de julio de 2011) fue un futbolista de El Salvador.
Figuró como mediocampista de la selección de El Salvador que participó en el Mundial de México 1970, falleció en Los Ángeles a los 66 años, tras sufrir en los últimos meses un cáncer cerebral. Jugó toda su carrera en el Atlético Marte de su país, de 1962 a 1973, ganando la Primera División en la temporada 1968-69 y un año después en 1970.

## Selección nacional
Fue parte de la plantilla que participó en México 1970, donde disputó los juegos de la caída ante México por 4-0 y Bélgica 3-0.

### Participaciones en Copas del Mundo
| Mundial                        | Sede   | Resultado    |
| ------------------------------ | ------ | ------------ |
| Copa Mundial de Fútbol de 1970 | México | Primera fase |

## Palmarés

### Títulos nacionales
| Título           | Equipo         | País        | Año     |
| ---------------- | -------------- | ----------- | ------- |
| Primera División | Atlético Marte | El Salvador | 1968-69 |
| Primera División | Atlético Marte | El Salvador | 1970    |